# أمريكا (كافكا)
أمريكا (بالألمانية: Amerika) وتعرف أيضاً الرجل الذي اختفى (بالألمانية: Der Verschollene) رواية ألمانية واقعية غير مكتملة من تأليف الكاتب التشيكي فرانز كافكا (1883–1924) وهي الأولى من تأليفه، كتبها من 1911 وحتى 1914، وظهرت الطبعة الأولى منها بعد وفاة كافكا في عام 1927 وعلى خلاف رغبته. الفصل الأول من الرواية هو عبارة عن قصة قصيرة. والرواية تتضمن الكثير من التفاصيل عن تجارب أقاربه في أمريكا.
في الحوارات كان دائماً ما يشير كافكا إلى كتابه هذا على أنه «روايته الأمريكية»، وبعد ذلك أطلق عليها ببساطة «الوقاد» (Der Heizer)، وهو العنوان ذاته للفصل الأول من الرواية والذي ظهر منفصلاً في عام 1913 كقصة قصيرة بنفس العنوان. وأخيراً كان كافكا يعمل على الرواية تحت العنوان «الرجل الذي اختفى» (Der Verschollene). وبعد وفاة كافكا قام رفيق حياته ماكس برود بتجميع المخطوطة غير المكتملة وبعد ذلك نشرها تحت عنوان «أمريكا» (Amerika)، ومنح المخطوطة لجامعة أوكسفورد.
انقطع كافكا عن كتابة الرواية غير المكتملة في فصل «مسرح أوكلاهوما الطبيعي»، وأخبر برود أن ذلك الفصل كان من المفترض أن يكون الأخير.

## ملخص الحبكة
تصف القصة التجولات الغربية لمهاجر أوروبي يبلغ من العمر ستة عشر ربيعًا اسمه كارل روسمان وقد أُجبر على الذهاب إلى مدينة نيويورك هربًا من فضيحته بعد أن أغوته إحدى الخادمات. بعد وصول السفينة إلى الولايات المتحدة أصبح صديقًا لوقّاد كان على وشك أن يُطرد من عمله. يتعاطف كارل مع الوقاد ويقرر مساعدته فيذهبان سوية لرؤية قبطان السفينة. تأخذ الأحداث انعطافًا سرياليًا فيجتمع عم كارل، السيناتور جيكوب، مع القبطان. لم يكن كارل على دراية بأن السيناتور جيكوب هو عمه لكن جيكوب يعرفه ويأخذه بعيدًا عن الوقاد.
يبقى كارل مع عمه بعض الوقت، وفي وقت لاحق يتخلى عنه عمه بعد أن زار صديق عمه من دون موافقة عمه. يتجول كارل دون هدف يُذكر ويُصادق اثنين من المشردين وهما روبنسون وديلامارش. يعدانه بإيجاد عمل له لكنهما يبيعان سترته دون إذنه ويأكلان طعامه أمام عينه دون أن يعرضا عليه أيًا منه، وينهبان ممتلكاته. في النها، يتركهما كارل في ظروف سيئة بعد أن عرض مدير فندق أوكسيدنتال عليه العمل. يعمل كارل عتالًا هناك. وفي أحد الأيام، يأتي روبنسون ثملًا إلى عمله ويطلب منه المال. يخشى كارل فقدان عمله إن رآه أحد يتحدث مع صديقه فذلك ممنوع للعتالين، لكنه يقترف خطأ أسوأ بكثير من ذلك وهو تركه روبنسون ينام في سكن العتالين. وبعد إقالته من العمل، يوافق كارل على دفع أجرة التاكسي لروبنسون وينضم إليه. يُسافران إلى مكان ديلامارش. وفي هذا الوقت، يكون ديلامارش مقيمًا مع سيدة ثرية بدينة تُدعى برونيلدا. تريد هذه السيدة أخذ كارل ليكون خادمًا لها. يرفض كارل الأمر لكن ديلامارش يجبره على البقاء بالقوة فيبقى أسيرًا في شقتها. يحاول الهرب لكن روبنسون وديلامارش يضربانه. على الشرفة، يتحدث مع طالب ينصحه بالبقاء؛ لأنه يصعب إيجاد عمل في مكان آخر فيقرر البقاء.
في أحد الأيام، يرى إعلانًا يطلب موظفين في «مسرح الطبيعة في أوكلاهوما». يتعهد المسرح بإيجاد وظائف للجميع. يتقدم كارل إلى العمل، ويُوظف «عاملًا تقنيًا». يُرسَل بعدها إلى أوكلاهوما على متن قطار، وترحب به الوديان الواسعة، ويختار «نيغرو» ليكون اسمًا له.

## حالات عدم اليقين

### العنوان
في المحادثات، اعتاد كافكا القول عن كتابه بأنه «روايته الأميركية» وأسماه في وقت لاحق «الوقاد» على اسم الفصل الأول الذي ظهر منفصلًا في عام 1913. كان عنوان عمل كافكا «الرجل الذي اختفى»، أما اسم «أمريكا» فكان من اختيار المُنفّذ الأدبي لكافكا، ماكس برود، الذي جمع المسودة غير المكتملة ونشرها بعد وفاته. تبرع برود بالمخطوطة إلى جامعة أوكسفورد.

### النهاية
توقف كافكا عن العمل على هذه الرواية فجأةً دون سابق إنذار، فبقي العمل غير مكتمل. أخبر أصدقاؤه وكاتب السيرة ماكس برود أن الفصل الناقص بعنوان «مسرح الطبيعة في أوكلاهوما» -وهو فصل قد أُسعد كافكا ببدايته فكان يقرأه بصوت عالٍ وبتأثير عظيم- كان من المفترض أن يكون فصل الختام للعمل وأن ينتهي بمذكرة مصالحة. اعتاد كافكا على استخدام لغة مبهمة ليُلمّح مبتسمًا أنه ضمن هذا المسرح «غير المحدود تقريبًا» سيجد بطله الشاب عملًا مجددًا وتأهبًا وحريته، وحتى منزله القديم ووالديه كما لو أن الأمر ضرب من السحر الملائكي.
يسبق هذا الفصل مباشرةً أجزاءٌ سردية غير مكتملة أيضًا. يُوجد جزآن كبيران يصفان خدمة كارل لبرونيلدا لكنهما لا يملآن الفجوات. قسم كافكا الفصول الستة الأولى فقط ومنحها عناوين.

## وصلات خارجية
- أمريكا على موقع الموسوعة البريطانية (الإنجليزية)

| - أمريكا، على كتب جوجل. - أمريكا، على الفهرس العالمي. - أمريكا، على مكتبة جامعة هارفارد. | - أمريكا، على موقع أمازون. - أمريكا، على ابيبوكس. - أمريكا، على جود ريدز. |